# El Niño (film)
Pour les articles homonymes, voir El Niño (homonymie).
Pour plus de détails, voir Fiche technique et Distribution.
El Niño est un thriller hispano-français coécrit et réalisé par Daniel Monzón et sorti en 2014. Avec Luis Tosar et Jesús Castro dans les rôles principaux, il décrit la lutte acharnée entre police et trafiquants de drogue.
Plusieurs fois récompensé aux Prix Goya, c'est également la deuxième plus grosse recette du box office espagnol en 2014.

## Synopsis
Le trafic de drogue à travers le détroit de Gibraltar est tenu par des caïds que deux jeunes d'une vingtaine d'années, El Niño et El Compi, décident de défier pour y prendre leur part. Pendant ce temps, Jesús et Eva, deux flics, essaient de démanteler les réseaux de contrebande qui prospèrent dans cette zone interlope.

## Fiche technique
- Titre original : El Niño
- Titre français : El Niño
- Titre québécois :
- Réalisation : Daniel Monzón
- Scénario : Jorge Guerricaechevarría et Daniel Monzón
- Direction artistique : Antón Laguna
- Décors : Serafín González
- Costumes : Tatiana Hernández
- Photographie : Carles Gusi
- Son : Oriol Tarragó, Sergio Bürmann et Marc Orts
- Montage : Cristina Pastor
- Musique : Roque Baños
- Production : Álvaro Augustín, Ghislain Barrois, Borja Pena et Javier Ugarte
- Sociétés de production : Ikiru Films, La Ferme Productions, Maestranza Films, Studiocanal et Vaca Films
- Distribution : Espagne : 20th Century Fox
- Budget : 7 000 000 €
- Pays d’origine :  Espagne,  France
- Langue : espagnol
- Format : couleur
- Genre : thriller
- Durée : 136 minutes
- Dates de sortie :

Espagne : 29 août 2014
France : 19 avril 2016 (28e festival du cinéma espagnol et latino-américain de Brest)

## Distribution
- Luis Tosar : Jesús
- Jesús Castro : « El Niño »
- Eduard Fernández : Sergio
- Sergi López : Vicente
- Bárbara Lennie : Eva
- Ian McShane : l'Anglais
- Mariam Bachir : Amina
- Jesús Carroza : El Compi
- Moussa Maaskri : Rachid

## Accueil

### Distinctions
29e cérémonie des Goyas, El Niño est nommé 16 fois et reçoit 4 prix :
Premio Goya de la meilleure chanson originale : India Martínez, Riki Rivera et David Santisteban pour Niño sin miedo
Premio Goya de la meilleure direction de production : Edmon Roch et Toni Novella
Premio Goya du meilleur son : Oriol Tarragó, Sergio Bürmann et Marc Orts
Premio Goya des meilleurs effets visuels : Raúl Romanillos et Guillermo Orbe

### Réception critique
El Niño reçoit en majorité des critiques positives dans les médias espagnols.

### Box-office
Budgeté à 7 000 000 €, El Niño en rapporte 2 900 000 € la première semaine d'exploitation en Espagne. Il se classe à la deuxième place du box office espagnol 2014 avec une recette de $20 917 739.